# Un grosminet miné
Pour plus de détails, voir Fiche technique et Distribution.
Un grosminet miné (Tree Cornered Tweety) est un dessin animé de la série Merrie Melodies réalisé par Friz Freleng et sorti en 1956.